# IJszak
Een ijszak is een plastic zak die ijsblokjes bevat om bijvoorbeeld een zwelling (hematoom) tegen te gaan.
Sommige commercieel verkrijgbare ijszakken ("coldpack" genoemd) bevatten een gel die niet vast wordt in de diepvries, zodat de ijszak makkelijker goed aangedrukt kan worden.
Water (ijs) en de gebruikte gel zijn stoffen met een hoge soortelijke warmtecapaciteit (bijvoorbeeld ammoniumnitraat), wat betekent dat ze veel warmte kunnen opnemen per massa-eenheid.